# Schloßstraße (metrostation)
Schloßstraße is een station van de metro van Berlijn, gelegen onder de gelijknamige straat in het centrum van het Berlijnse stadsdeel Steglitz. Het metrostation werd geopend op 30 september 1974 en is onderdeel van metrolijn U9. De sporen van station Schloßstraße bevinden zich op twee niveaus.
De U9, vroeger lijn G werd geopend in augustus 1961, slechts twee weken na de bouw van de Berlijnse Muur. De metrolijn gingen buitenwijken in het noorden en het zuiden van de stad met het nieuwe West-Berlijnse centrum rond Bahnhof Zoo en de Kurfürstendamm verbinden en ontstond in een periode dat de metrobouw in het westen van Berlijn een grote hausse beleefde. In 1971 bereikte lijn 9 de Walther-Schreiber-Platz in Friedenau en reeds twee jaar eerder was men begonnen aan de verlenging van de lijn tot in het centrum van Steglitz. Dit meest zuidelijke deel van de lijn volgt de Schloßstraße en werd aangelegd op twee niveaus met elk ruimte voor twee sporen. Later zou de geplande lijn 10 namelijk parallel aan lijn 9 verlopen tussen de Walther-Schreiber-Platz en Rathaus Steglitz, het huidige eindpunt van de lijn.
De boven elkaar gelegen tunnels onder de smalle Schloßstraße werden niet naar lijn, maar naar rijrichting ingedeeld: treinen van beide lijnen in noordelijke richting boven, in de zuidelijke richting beneden. In station Schloßstraße was een cross-platform-overstap tussen beide lijnen voorzien. Ten zuiden van het station zouden de lijnen zich weer splitsen, om bij Rathaus Steglitz elk een eigen station te krijgen. Vanwege de dubbel aangelegde tunnels vielen de kosten van de verlenging van lijn 9 met 78.125.000 mark bijzonder hoog uit. In 1974 werden de oostelijke twee sporen van station Schloßstraße in gebruik genomen door lijn 9. Later bleek dat het daarbij zou blijven: de U10 naar Steglitz verdween uit de plannen. De westelijke spoorbeddingen van het enigszins bovenmaats aandoende station Schloßstraße zijn nog altijd ongebruikt.
Station Schloßstraße werd ontworpen door de architecten Ralf Schüler en Ursulina Witte en wijkt daarmee af van de andere Berlijnse metrostations uit deze periode, die vrijwel alle van de hand van Rainer Rümmler zijn. De wanden langs de sporen zijn afgewerkt met rood-blauwe kunststofelementen, maar grotendeels onbekleed gelaten, zodat het kale beton domineert. De kleuren rood en blauw komen ook terug op de pilaren, banken en trapleuningen en in de wandbekleding van de trappenhuizen. Het typische jaren-70-ontwerp van station Schloßstraße vertoont, met name door het robuuste kale beton, enige verwantschap met de metrostations van de Amsterdamse Oostlijn.
Aan beide uiteinden van het metrostation bevindt zich een tussenverdieping met diverse uitgangen naar de Schloßstraße. Het station beschikt over trappen en roltrappen, maar niet over een lift. Volgens de prioriteitenlijst van de Berlijnse Senaat zal station Schloßstraße pas na 2010 van liften voorzien worden. Uiteindelijk moeten alle Berlijnse metrostations volledig toegankelijk zijn voor mindervaliden.